# Lincoln MKZ
Lincoln MKZ – samochód osobowy klasy średniej produkowany pod amerykańską marką Lincoln w latach 2005 – 2020.

## Pierwsza generacja

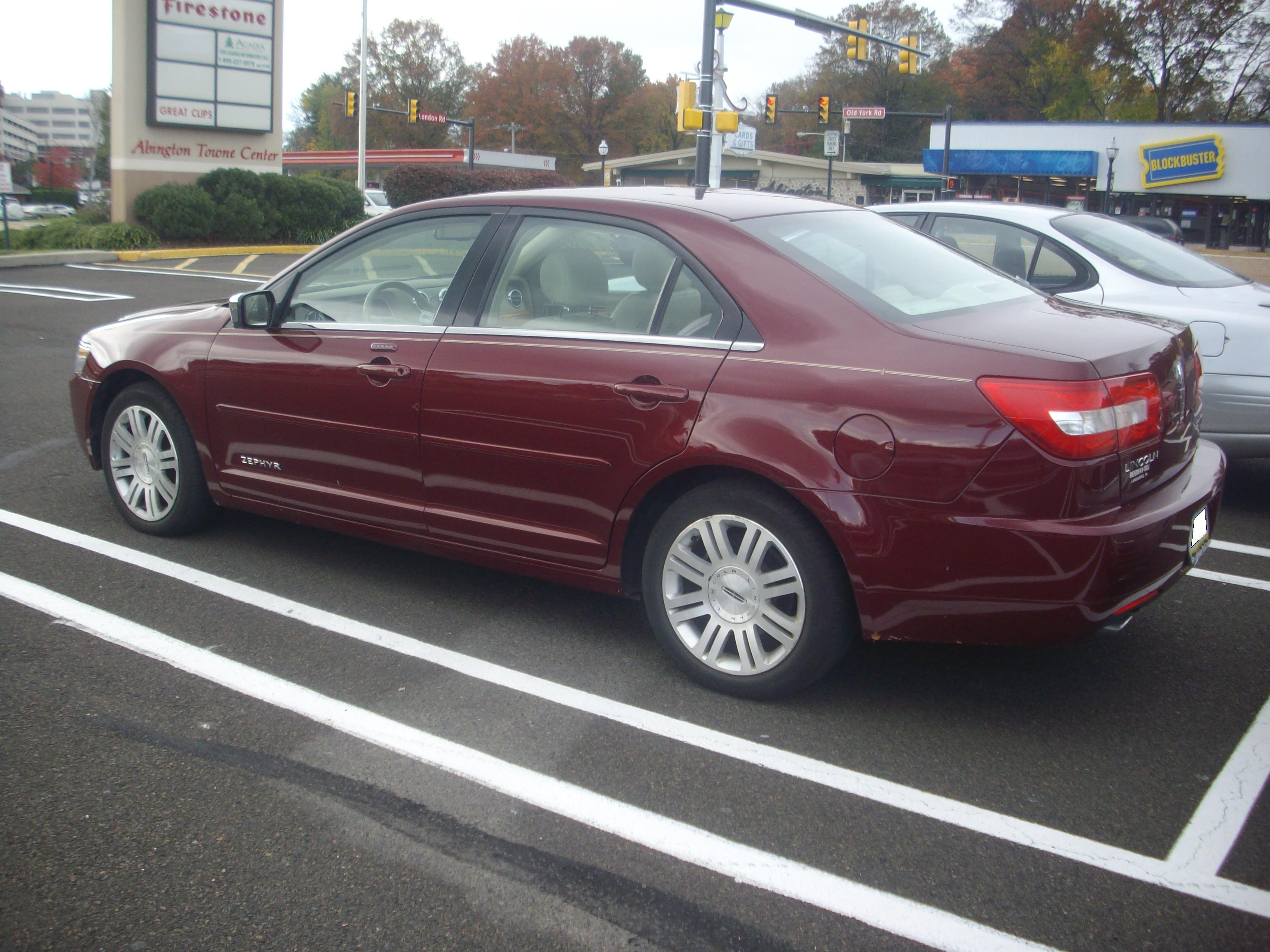
Lincoln MKZ I - tył

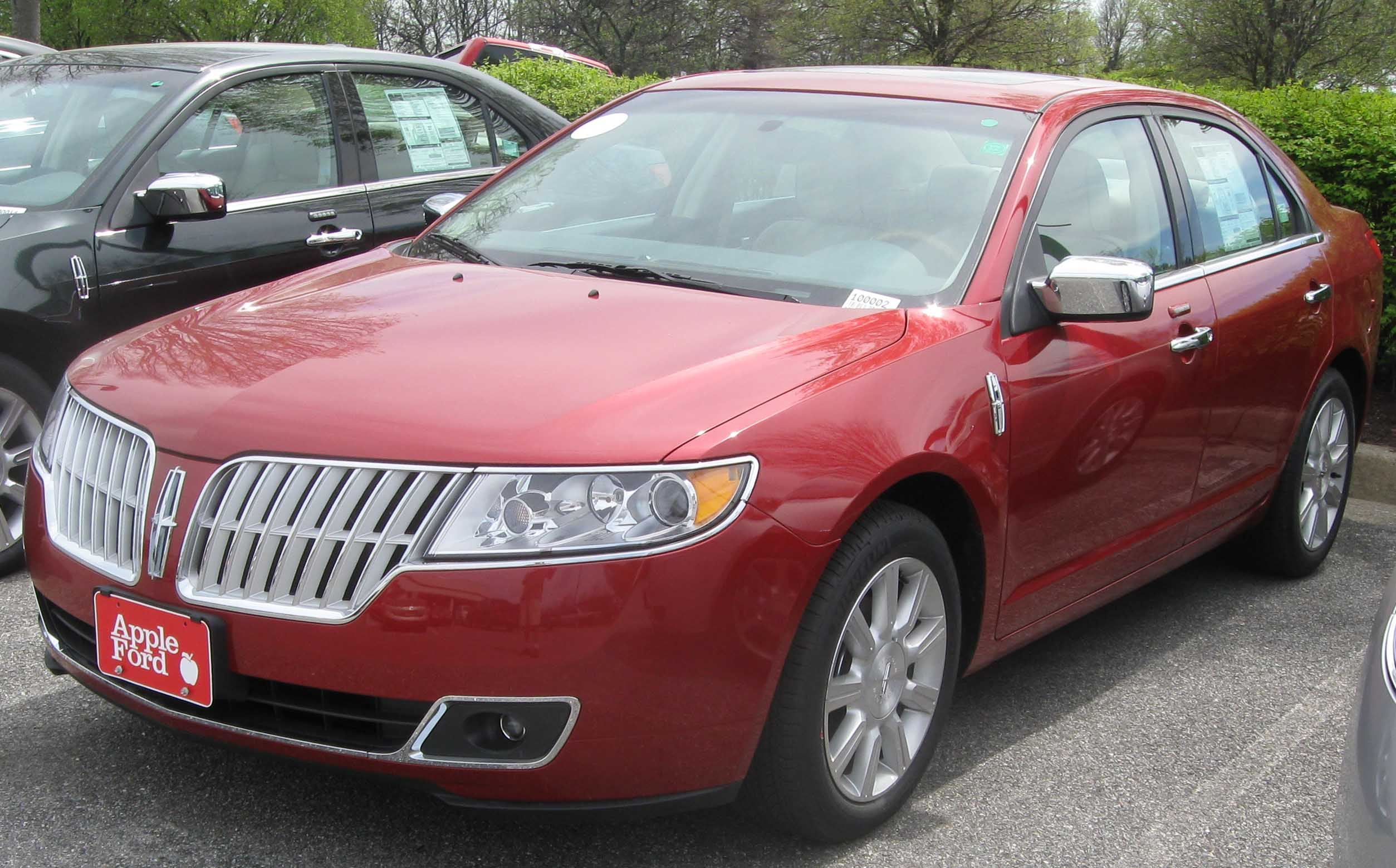
Lincoln MKZ I po liftingu

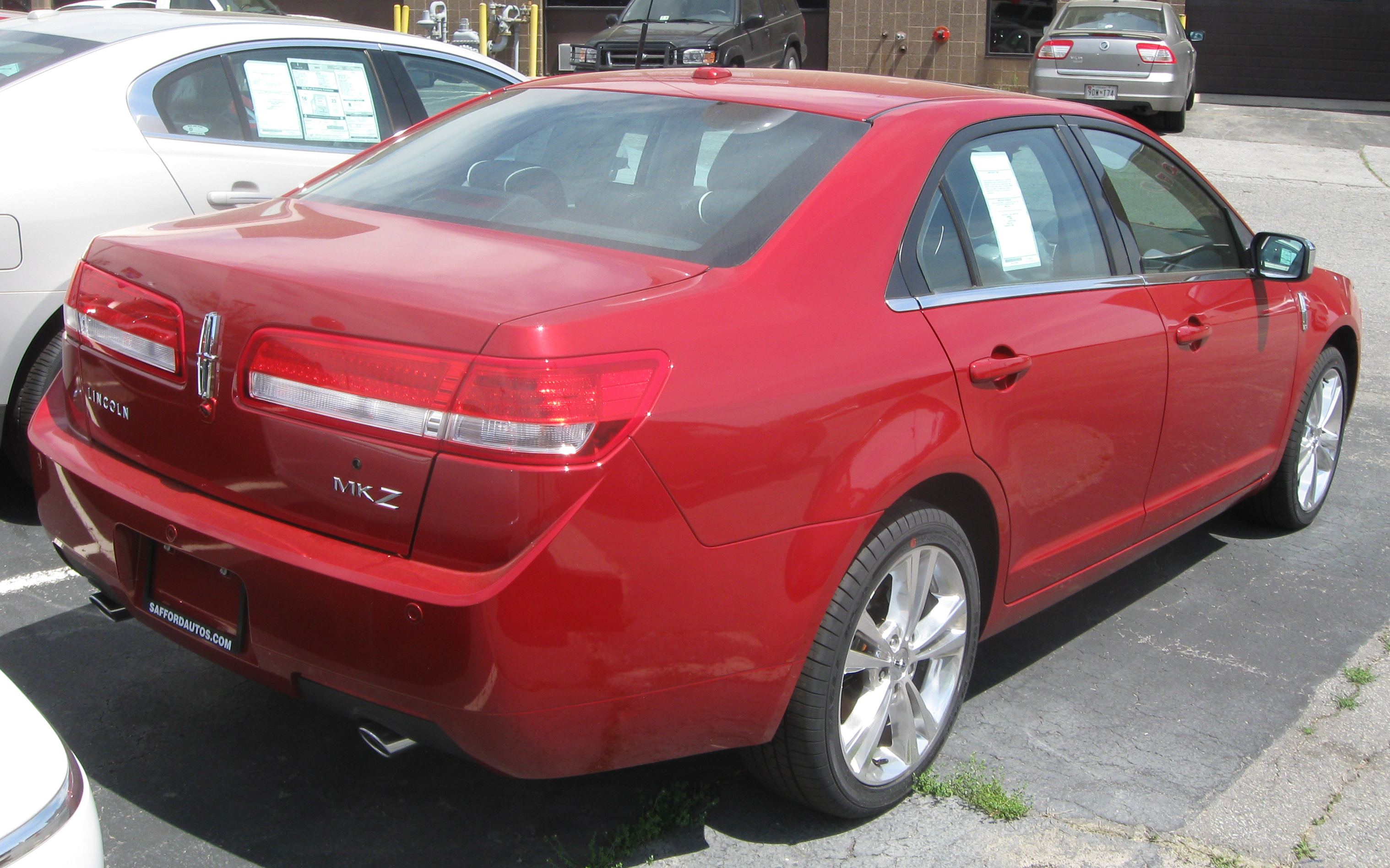
Lincoln MKZ I - tył po liftingu

Lincoln MKZ I został po raz pierwszy zaprezentowany w 2005 roku.
Nowy, najmniejszy sedan klasy wyższej w ofercie marki zadebiutował pierwotnie pod nazwą Lincoln Zephyr podczas targów motoryzacyjnych w Nowym Jorku w 2004 roku.  Produkcję modelu jeszcze pod tą nazwą rozpoczęto 1 sierpnia 2005 roku w meksykańskiej fabryce w Hermosillo, z kolei w 2007 roku w ramach unifikacji nowego sposobu nazewnictwa zdecydowano się przemianować Zephyra na Lincolna MKZ.
Jako bliźniacza wariacja wobec innych średniej wielkości modeli koncernu Ford, samochód współdzielił z nimi bryłe nadwozia, kształt drzwi czy szyb, zyskując jednocześnie unikalny wygląd pasa przedniego i charakterystyczne, podłużne lampy tylne dominujące klapę bagaznika. Dedykowany projekt zastosowano także wobec bardziej luksusowo zaaranżowanej kabiny pasażerskiej, na czele z kokpitem.

### MKZ Hybrid
We wrześniu 2010 roku wprowadzono do sprzedaży wersję hybrydową (był to pierwszy przypadek w tym segmencie pojazdów, gdzie wersja z napędem hybrydowym oferowana była w cenie takiej samej jak bazowa wersja z silnikiem benzynowym).

### Lifting
Na rok 2010 przygotowano odświeżoną wersję modelu MKZ, która została zaprezentowana wiosną 2009 roku. Zmodernizowano wygląd nadwozia, układ zawieszenia oraz zastosowano nową 6-biegową automatyczną skrzynię biegów SelectShift.

### Silniki
- R4 2.5l Duratec
- V6 3.0l 212 KM
- V6 3.0l 225 KM
- V6 3.5l 263 KM

## Druga generacja

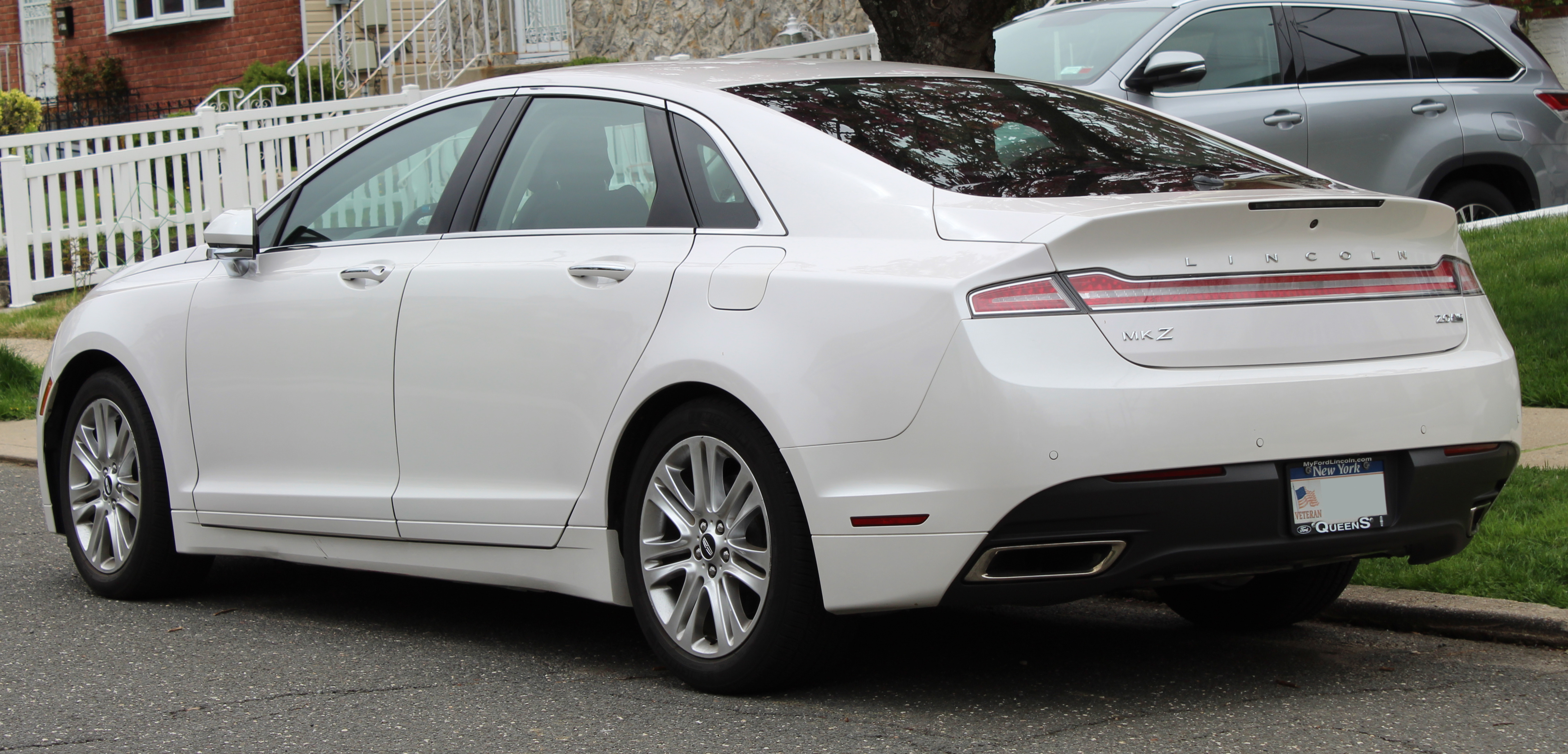
Lincoln MKZ II - tył

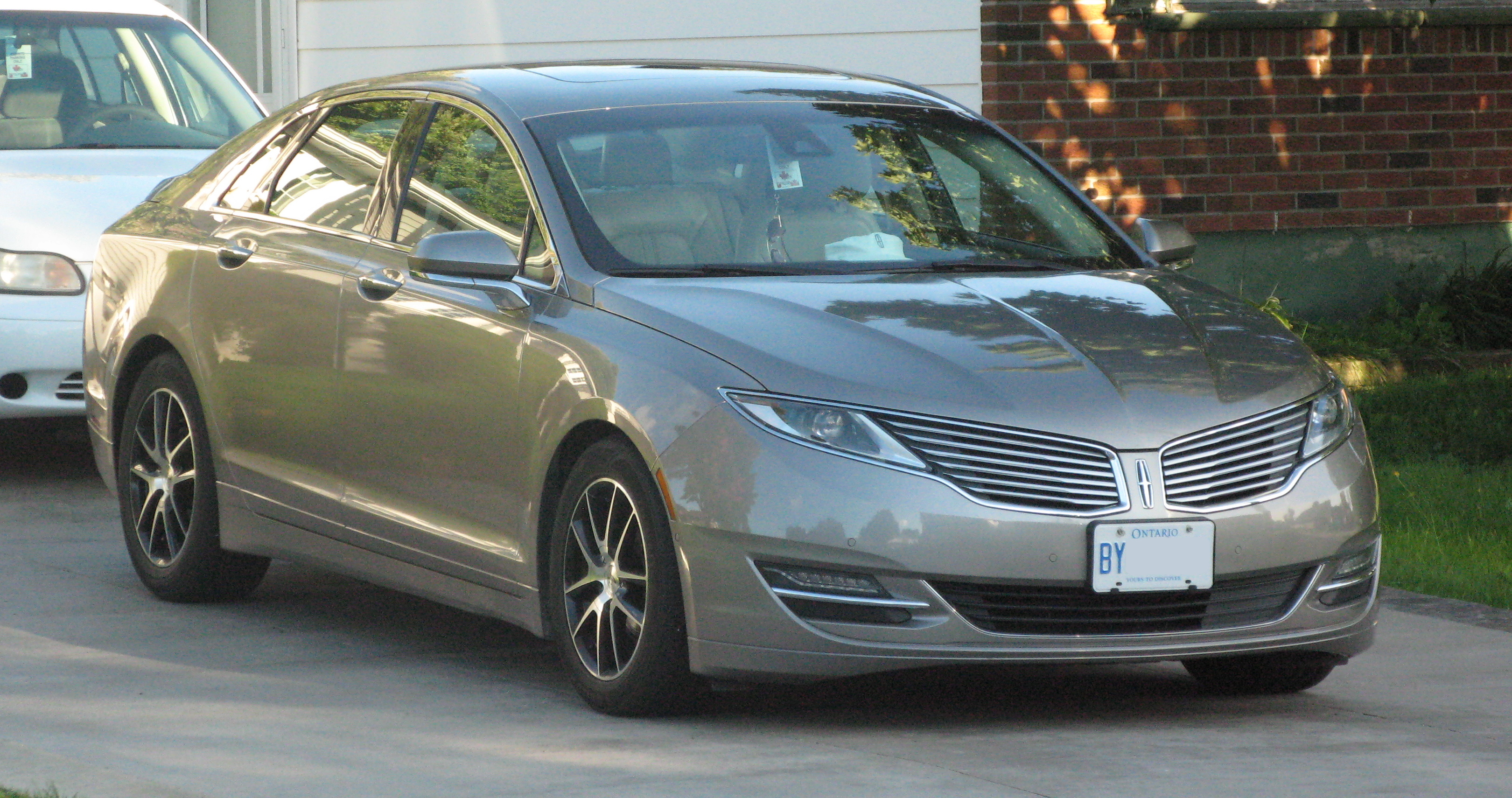
Lincoln MKZ II Hybrid

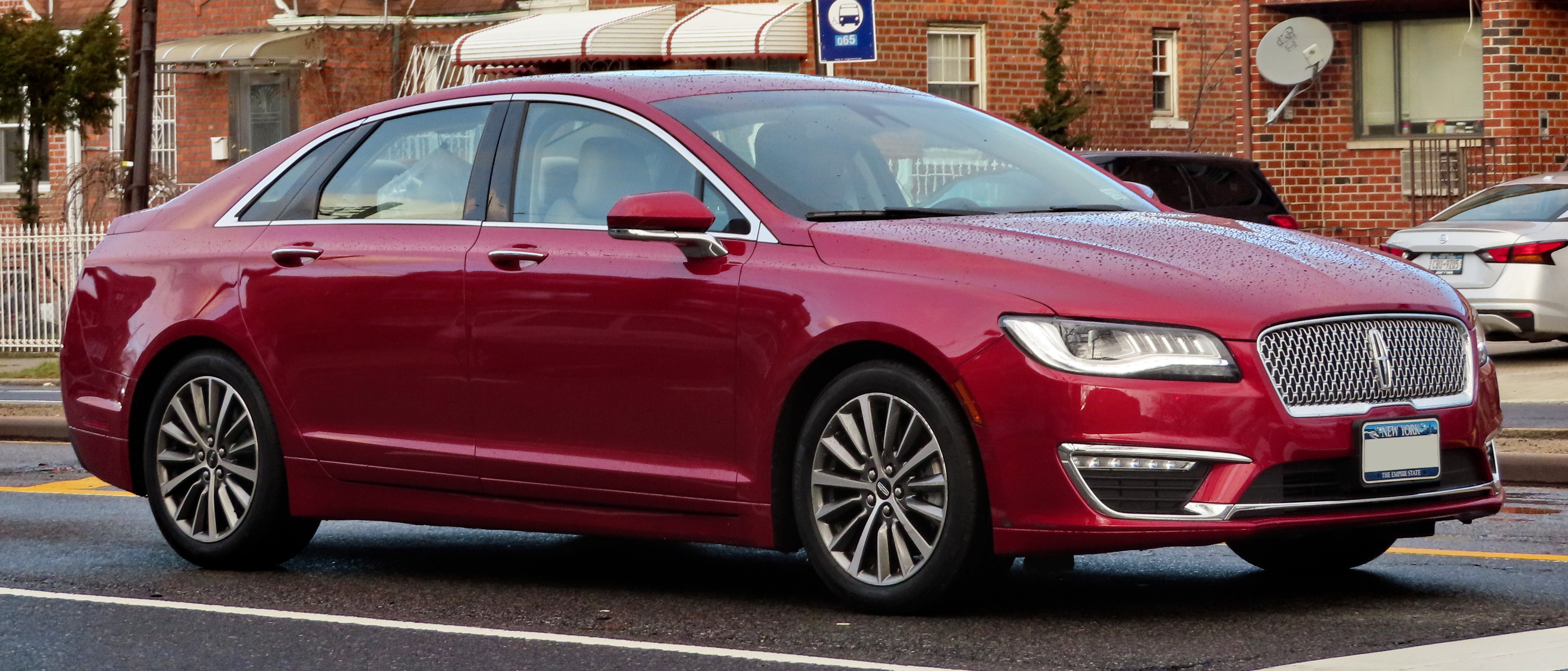
Lincoln MKZ II po liftingu

Lincoln MKZ II został zaprezentowany po raz pierwszy w 2012 roku.
Premierę drugiego wcielenia MKZ poprzedziła prezentacja wersji koncepcyjnej został po raz pierwszy zaprezentowany podczas targów motoryzacyjnych w Detroit na początku 2012 roku. Wersję produkcyjną przedstawiono 3 miesiące później podczas międzynarodowych targów Nowym Jorku.
Druga generacja modelu ponownie dzieli płytę podłogową z modelem Fusion, jednak tym razem odróżnia się od niego inaczej stylizowaną karoserią i innymi proporcjami nadwozia. Samochód w pierwszych latach produkcji charakteryzował się awangardowo stylizowanym przodem, z agresywnie zarysowanymi reflektorami i dwuczęściową, rozległą atrapą chłodnicy w stylu innych modeli w ówczesnej ofercie Lincolna.

### Lifting
W listopadzie 2015 roku Lincoln przedstawił model MKZ po gruntownej modernizacji. W jej ramach całkowicie zmodyfikowano wygląd pasa przedniego, który upodobniono do innych nowych modeli marki w ramach wprowadzenia nowego kierunku stylistycznego. Z tyłu zmiany okazały się z kolei symboliczne - zmieniono jedynie rozstawienie końcówek rur wydechowych w zderzaku.
W styczniu 2020 roku Lincoln potwierdził zakończenie produkcji MKZ bez bezpośredniego następcy. Wbrew wcześniejszym spekulacjom, nowy model średniej klasy o nazwie Zephyr dla rynku północnoamerykańskiego nie został zbudowany. Jednakże, nowy Lincoln Zephyr zadebiutował w listopadzie 2021 wyłącznie z myślą o rynku chińskim.

### Silniki
- R4 2.0l EcoBoost 243 KM
- V6 3.7l Duratec 304 KM
- 2.0 Hybrid[11][12]